# Hij (voornaamwoord)
Hij is in het Nederlands het persoonlijk voornaamwoord voor de mannelijke vorm van de derde persoon enkelvoud in de onderwerpsvorm. De tegenhanger in de voorwerpsvorm is hem. 
In tegenstelling tot de andere persoonlijke voornaamwoorden op -ij (dit zijn jij, mij, wij en zij) kent hij geen onbeklemtoonde variant op een sjwa (-e). Er is anderzijds wel een enclitische vorm van hij, -ie, die vooral in de alledaagse spreektaal heel veel voorkomt (en in feite hier zelfs de meest gebruikelijke vorm is; de volle vorm hij wordt in gewone spreektaal overwegend gebruikt om extra nadruk te leggen).

## Etymologie
In het Oudnederlands bestonden de twee vormen hē en hie naast elkaar; deze zijn in teksten uit de 10e eeuw aangetroffen. In het Middelnederlands was de vorm hi geworden. Doordat in de beklemtoonde uitspraak van hi diftongering optrad, ontstond gaandeweg de moderne vorm hij. 